# Lista siturilor arheologice din județul Gorj - B
Lista siturilor arheologice din județul Gorj - B conține toate siturile arheologice din județul Gorj înscrise în Repertoriul Arheologic Național (RAN) și aflate în localități al căror nume începe cu litera B. RAN este administrat de Ministerul Culturii și Patrimoniului Național și cuprinde date științifice, cartografice, topografice, imagini și planuri, precum și orice alte informații privitoare la zonele cu potențial arheologic, studiate sau nu, încă existente sau dispărute.
Puteți căuta un sit din localitățile care încep cu litera B folosind formularul de mai jos sau puteți naviga prin toate siturile din județ la Lista siturilor arheologice din județul Gorj.
| Cod RAN                                  | Denumire | Localitate                             | Adresă               | Datare                       | Descoperit | Coordonate                                    | Imagine           | Erori            |
| ---------------------------------------- | --- | -------------------------------------- | -------------------- | ---------------------------- | ---------- | --------------------------------------------- | ----------------- | ---------------- |
| 79317.02.01 (Cod LMI: GJ-I-m-B-09127.01) | Situl arheologic din epoca romană de la Bumbești Jiu - "Vârtop" / ansamblu anonim (Categorie: locuire) (Tip: Așezare civilă)                                       | oraș Bumbești-Jiu                      | Vârtop               | romană 1/2 a sec. II d. Chr. | 1988       | 45°10′00″N 23°23′00″E / 45.16667°N 23.38333°E | Încărcați imagine | Raportați eroare |
| 79317.02.02 (Cod LMI: GJ-I-m-B-09127.02) | Situl arheologic din epoca romană de la Bumbești Jiu - "Vârtop" / ansamblu anonim (Categorie: locuire) (Tip: Castru)                                               | oraș Bumbești-Jiu                      | Vârtop               | romană 1/2 a sec. II d. Chr. | 1988       | 45°10′00″N 23°23′00″E / 45.16667°N 23.38333°E | Încărcați imagine | Raportați eroare |
| 79317.02.03 (Cod LMI: GJ-I-m-B-09127.03) | Situl arheologic din epoca romană de la Bumbești Jiu - "Vârtop" / ansamblu anonim (Categorie: locuire) (Tip: Val de pământ)                                        | oraș Bumbești-Jiu                      | Vârtop               | romană sec. II               | 1988       | 45°10′00″N 23°23′00″E / 45.16667°N 23.38333°E | Încărcați imagine | Raportați eroare |
| 78720.01.01 (Cod LMI: GJ-I-m-A-09120.01) | Situl arheologic de la Baia de Fier - Peștera Muierilor / ansamblu anonim (Categorie: locuire civilă) (Tip: Așezare)                                               | sat Baia de Fier, comuna Baia de Fier  | Peștera Muierilor    |                              |            | 45°02′00″N 23°08′00″E / 45.03333°N 23.13333°E | Încărcați imagine | Raportați eroare |
| 78720.01.02 (Cod LMI: GJ-I-m-A-09120.02) | Situl arheologic de la Baia de Fier - Peștera Muierilor / ansamblu anonim (Categorie: locuire civilă) (Tip: Așezare)                                               | sat Baia de Fier, comuna Baia de Fier  | Peștera Muierilor    |                              |            | 45°02′00″N 23°08′00″E / 45.03333°N 23.13333°E | Încărcați imagine | Raportați eroare |
| 78720.01.03 (Cod LMI: GJ-I-s-A-09120)    | Situl arheologic de la Baia de Fier - Peștera Muierilor / ansamblu anonim (Categorie: locuire civilă) (Tip: Așezare)                                               | sat Baia de Fier, comuna Baia de Fier  | Peștera Muierilor    |                              |            | 45°02′00″N 23°08′00″E / 45.03333°N 23.13333°E | Încărcați imagine | Raportați eroare |
| 78720.02.01 (Cod LMI: GJ-I-s-B-09121)    | Așezarea Sălcuța de la Baia de Fier - "Peștera Pârcălabului" / ansamblu anonim (Categorie: locuire civilă) (Tip: Așezare)                                          | sat Baia de Fier, comuna Baia de Fier  | Peștera Pârcălabului | Sălcuța                      |            | 45°02′00″N 23°08′00″E / 45.03333°N 23.13333°E | Încărcați imagine | Raportați eroare |
| 78891.01.01 (Cod LMI: GJ-I-s-B-09122)    | Ruinele casei Știrbei de la Bălcești - "Codrișoare" / ansamblu Ruinele casei Știrbei (Categorie: construcție) (Tip: Casă)                                          | sat Bălcești, comuna Bengești-Ciocadia | Codrișoare           | sec. XVIII                   |            | 45°05′00″N 23°37′00″E / 45.08333°N 23.61667°E | Încărcați imagine | Raportați eroare |
| 78891.02.01 (Cod LMI: GJ-I-s-B-09124)    | Așezarea medievală de la Bălcești - "Podul Gilortului" / ansamblu Casele Bengescu (Categorie: locuire civilă) (Tip: casă)                                          | sat Bălcești, comuna Bengești-Ciocadia | Podul Gilortului     | sec. XVI - XVII              |            | 45°05′00″N 23°38′00″E / 45.08333°N 23.63333°E | Încărcați imagine | Raportați eroare |
| 79013.01.01 (Cod LMI: GJ-I-s-B-09123)    | Așezarea din epoca migrațiilor de la Bălteni - "La cimitir" / ansamblu anonim (Categorie: locuire civilă) (Tip: Așezare)                                           | sat Bălteni, comuna Bâlteni            | La cimitir           | sec. V                       |            | 44°52′00″N 23°17′00″E / 44.86666°N 23.28333°E | Încărcați imagine | Raportați eroare |
| 81200.01.01 (Cod LMI: GJ-I-s-A-09125)    | Așezarea paleolitică de la Boroșteni - "Peștera Cioarei" / ansamblu anonim (Categorie: locuire civilă) (Tip: Așezare)                                              | sat Boroșteni, comuna Peștișani        | Peștera Cioarei      |                              |            | 45°04′00″N 23°03′00″E / 45.06667°N 23.05°E    | Încărcați imagine | Raportați eroare |
| 79317.01 (Cod LMI: GJ-I-s-A-09126)       | Castrul și așezarea civilă de la Bumbești-Jiu - "Gară" (Categorie: locuire) (Tip: castru și așezare civilă)                                                        | oraș Bumbești-Jiu                      | Gară                 | sec. II - III                | 1897       | 45°10′00″N 23°23′00″E / 45.16667°N 23.38333°E | Încărcați imagine | Raportați eroare |
| 79317.01.01 (Cod LMI: GJ-I-m-A-09126.01) | Castrul și așezarea civilă de la Bumbești-Jiu - "Gară" / ansamblu anonim (Categorie: locuire) (Tip: Castru de piatră)                                              | oraș Bumbești-Jiu                      | Gară                 | sec. II - III                | 1897       | 45°10′00″N 23°23′00″E / 45.16667°N 23.38333°E | Încărcați imagine | Raportați eroare |
| 79317.01.02 (Cod LMI: GJ-I-m-A-09126.02) | Castrul și așezarea civilă de la Bumbești-Jiu - "Gară" / ansamblu anonim (Categorie: locuire) (Tip: Așezare civilă)                                                | oraș Bumbești-Jiu                      | Gară                 | sec. II - III                | 1897       | 45°10′00″N 23°23′00″E / 45.16667°N 23.38333°E | Încărcați imagine | Raportați eroare |
| 79317.03.01 (Cod LMI: GJ-I-s-B-09128)    | Mănăstirea "Sf. Treime" de la Bumbești Jiu - "La Vișina" / ansamblu Mănăstirea "Sf. Treime" - Vișina (Categorie: structură de cult/religioasă) (Tip: Mănăstire)    | oraș Bumbești-Jiu                      | La Vișina            | sec. XIV - XV                |            | 45°10′00″N 23°23′00″E / 45.16667°N 23.38333°E | Încărcați imagine | Raportați eroare |
| 79317.04.01 (Cod LMI: GJ-I-m-B-09129.01) | Castrul roman de la Bumbești-Jiu - "La școala Pleșa" / ansamblu Castrul roman cu val de pământ (Categorie: locuire militară) (Tip: Castru de pământ)               | oraș Bumbești-Jiu                      | La școala Pleșa      | sec. II                      |            | 45°10′00″N 23°22′00″E / 45.16667°N 23.36667°E | Încărcați imagine | Raportați eroare |
| 79317.04.02 (Cod LMI: GJ-I-m-B-09129.02) | Castrul roman de la Bumbești-Jiu - "La școala Pleșa" / ansamblu anonim (Categorie: locuire militară) (Tip: Val de pământ)                                          | oraș Bumbești-Jiu                      | La școala Pleșa      | sec. II                      |            | 45°10′00″N 23°22′00″E / 45.16667°N 23.36667°E | Încărcați imagine | Raportați eroare |
| 81200.02.01                              | Așezarea paleolitică de la Boroșteni - "Peștera Vulpii" / ansamblu anonim (Categorie: locuire civilă) (Tip: Așezare)                                               | sat Boroșteni, comuna Peștișani        | Peștera Vulpii       |                              |            |                                               | Încărcați imagine | Raportați eroare |
| 78882.01.01 (Cod LMI: GJ-II-a-B-09231)   | Biserica "Sfinții Voievozi" de la Bengești / ansamblu Biserica "Sfinții Voievozi" (Categorie: structură de cult/religioasă) (Tip: Biserică)                        | sat Bengești, comuna Bengești-Ciocadia |                      | sec. XVIII                   |            |                                               | Încărcați imagine | Raportați eroare |
| 78882.01.01 (Cod LMI: GJ-II-a-B-09231)   | Biserica "Sfinții Voievozi" de la Bengești / ansamblu Biserica "Sfinții Voievozi" / complex anonim (Categorie: structură de cult/religioasă) (Tip: zid de incintă) | sat Bengești, comuna Bengești-Ciocadia |                      | sec. XVIII                   |            |                                               | Încărcați imagine | Raportați eroare |
| 81219.01.01 (Cod LMI: GJ-II-m-B-09247)   | Biserica "Sf. Nicolae" de la Brădiceni / ansamblu Biserica "Sf. Nicolae" (Categorie: structură de cult/religioasă) (Tip: Biserică)                                 | sat Brădiceni, comuna Peștișani        |                      | 1739, ref. 1828 - 1832       |            |                                               | Încărcați imagine | Raportați eroare |
| 79317.05.01 (Cod LMI: GJ-II-m-B-09254)   | Mănăstirea Lainici de la Bumbești-Jiu / ansamblu Mănăstirea Lainici (Categorie: structură de cult/religioasă) (Tip: Mănăstire)                                     | oraș Bumbești-Jiu                      |                      | 1812 - 1827                  |            | 45°15′51″N 23°23′34″E / 45.26411°N 23.39265°E | Încărcați imagine | Raportați eroare |
| 79317.05.02 (Cod LMI: GJ-II-m-B-09254)   | Mănăstirea Lainici de la Bumbești-Jiu / ansamblu Biserica "Intrarea în Biserică" (Categorie: structură de cult/religioasă) (Tip: Biserică)                         | oraș Bumbești-Jiu                      |                      | 1812 - 1817                  |            | 45°15′51″N 23°23′34″E / 45.26411°N 23.39265°E | Încărcați imagine | Raportați eroare |
| 79246.01.01 (Cod LMI: GJ-II-m-B-09248)   | Biserica "Sfîntul Nicolae" și "Sfinții Voievozi" de la Brănești / ansamblu anonim (Categorie: construcție de cult) (Tip: biserică)                                 | sat Brănești, comuna Brănești          |                      | 1854-1859                    |            |                                               | Încărcați imagine | Raportați eroare |
| 79246.01.02 (Cod LMI: GJ-II-m-B-09248)   | Biserica "Sfîntul Nicolae" și "Sfinții Voievozi" de la Brănești / ansamblu anonim (Categorie: construcție de cult) (Tip: Locuire)                                  | sat Brănești, comuna Brănești          |                      | sec. XIX                     |            |                                               | Încărcați imagine | Raportați eroare |
| 79246.01.03 (Cod LMI: GJ-II-m-B-09248)   | Biserica "Sfîntul Nicolae" și "Sfinții Voievozi" de la Brănești / ansamblu anonim (Categorie: construcție de cult) (Tip: Cimitir)                                  | sat Brănești, comuna Brănești          |                      | sec. XIX                     |            |                                               | Încărcați imagine | Raportați eroare |